# Lovište
Lovište falu Horvátországban, Dubrovnik-Neretva megyében. Közigazgatásilag Orebićhez tartozik.

## Fekvése
Makarskától légvonalban 30 km-re délre, Dubrovnik városától légvonalban 96, közúton 130 km-re északnyugatra, a Pelješac-félsziget északnyugati végében, egy szépséges öbölben fekszik. Domborzata nagyon változatos, a határában emelkedő hegyek kétszáz méretes magasság fölé nyúlnak fel, lankás hegyoldalakkal.

## Története
A területén élő első ismert nép az illírek voltak, akik az i. e. 2. évezredben jelennek meg. A magaslatokon épített erődített településeken éltek. Településeik maradványai megtalálhatók a Pelješac-félsziget több pontján, így Lovište határában sz Osičac-foknál is. Az illírek halottaikat kőből rakott halomsírokba temették, melyek általában szintén magaslatokon épültek. Lovište határában hét ilyen halomsír található. Az illírek i. e. 30-ig uralták a térséget, amikor Octavianus hadai végső győzelmet arattak felettük. A római légionáriusok a félsziget több pontján letelepedtek magukkal hozva kultúrájukat, életmódjukat, szokásaikat. Területe a 14. századtól a 18. század végéig a Raguzai Köztársasághoz tartozott, de lényegében lakatlan volt.
Lovištét 19. század második felében alapították a Hvar-sziget területéről érkezett bevándorlók, akik eredetileg Amerikába szándékoztak kitelepülni és útközben szemelték ki maguknak ezt a helyet. Ezekhez a lakókhoz később a közeli Nakovanjtól érkezettek társultak. Az első betelepülő az 1878-ban a hvar-szigeti Gdinjről érkezett Ante Visković volt. Lakosságát 1890-ben számlálták meg önállóan először, ekkor 12 lakosa volt. 1910-ben már 109-en lakták. 1918-ban az új szerb-horvát-szlovén állam, majd később Jugoszlávia része lett. A második világháború idején a Független Horvát Államhoz tartozott. A háború után a szocialista Jugoszlávia része lett. 2011-ben a településnek 1979 lakosa volt, akik főként a halászatból és a turizmusból éltek.

## Népesség
| Lakosság változása | Lakosság változása | Lakosság változása | Lakosság változása | Lakosság változása | Lakosság változása | Lakosság változása | Lakosság változása | Lakosság változása | Lakosság változása | Lakosság változása | Lakosság változása | Lakosság változása | Lakosság változása | Lakosság változása | Lakosság változása |
| ------------------ | ------------------ | ------------------ | ------------------ | ------------------ | ------------------ | ------------------ | ------------------ | ------------------ | ------------------ | ------------------ | ------------------ | ------------------ | ------------------ | ------------------ | ------------------ |
| 1857               | 1869               | 1880               | 1890               | 1900               | 1910               | 1921               | 1931               | 1948               | 1953               | 1961               | 1971               | 1981               | 1991               | 2001               | 2011               |
| 0                  | 0                  | 0                  | 12                 | 9                  | 109                | 216                | 0                  | 184                | 193                | 208                | 187                | 196                | 242                | 244                | 228                |

(1931-ben lakosságát Nakovanjhoz számították.)

## Nevezetességei
A Szűz Mária Szíve templom 1924-ben (más forrás szerint 1885-ben) épült, 1995-ben megújították.
A Lovišće-világítótorony a Pelješac-félsziget nyugati, szélső fokán helyezkedik el, azon a ponton, ahol a Neretva-, a Korčula- és a Pelješac-csatorna találkozik. A 19. század végén épült világítótorony egyszerű formájú, ferde alapzattal rendelkezik. A hozzá tartozó épület 200 méterre áll, egyszerű kőből készült földszintes ház, amelynek középső rizalitja az északnyugati homlokzaton található, és sátortető borítja.

## Gazdaság
Kellemes éghajlatának és a napsütéses órák magas számának köszönhetően Lovištén régi hagyományi vannak a turizmusnak és a vendéglátásnak, melynek kezdetei 1935-ig nyúlnak vissza. Lovištén ma is számos családi panzió, autóskemping, étterem, kiskocsma, kávézó és bár található. A turizmuson kívül a helyiek halászattal és olajbogyó termesztéssel foglalkoznak. A falu körül számos olajfaültetvény található, melyek között matuzsálemi korú olajfák is vannak.

## Kultúra
A település nyári fesztiválja a „Loviško ljeto”, melyen népi együttesek, zenekarok, kulturális egyesületek lépnek fel.

## Oktatás
A településen még nincs iskola, de a fiatalok növekvő száma és a település várható további fejlődése miatt előreláthatólag a jövőben szükség lesz egy iskolaépületre.

## Fordítás
Ez a szócikk részben vagy egészben  a   Lovište című horvát Wikipédia-szócikk ezen változatának fordításán alapul.  Az eredeti cikk szerkesztőit annak laptörténete sorolja fel. Ez a jelzés csupán a megfogalmazás eredetét és a szerzői jogokat jelzi, nem szolgál a cikkben szereplő információk forrásmegjelöléseként.